# High School Musical 2 (album)
High School Musical 2 is het soundtrackalbum van de Disney Channel Original Movie High School Musical 2.

## Liedjes
1. De Stem Van Mijn Hart (gezongen door Tess & Thomas Berge)
2. What Time Is It (High School Musical 2 Cast)
3. Fabulous (Ashley Tisdale & Lucas Grabeel)
4. Work This Out (High School Musical 2 Cast)
5. You Are The Music In Me (Zac Efron & Vanessa Hudgens)
6. I Don't Dance (Corbin Bleu & Lucas Grabeel)
7. You Are The Music In Me (Sharpay Version) Ashley Tisdale
8. Gotta Go My Own Way (Vanessa Hudgens)
9. Bet On It (Zac Efron)
10. Everyday (Zac Efron & Vanessa Hudgens)
11. All For One (High School Musical 2 Cast)
12. Humuhumunukunukuapua'a (bonus track)(Ashley Tisdale & Lucas Grabeel)